# Ostoje (województwo wielkopolskie)
Ostoje – wieś w Polsce położona w województwie wielkopolskim, w powiecie rawickim, w gminie Jutrosin.
W okresie Wielkiego Księstwa Poznańskiego (1815-1848) miejscowość wzmiankowana jako Ostoja należała do wsi większych w ówczesnym pruskim powiecie Kröben (krobskim) w rejencji poznańskiej. Ostoja należała do okręgu jutroszyńskiego tego powiatu i stanowiła część majątku Szkaradowo, którego właścicielem był wówczas (1846) Garczyński. Według spisu urzędowego z 1837 roku wieś liczyła 221 mieszkańców, którzy zamieszkiwali 32 dymy (domostwa).
W latach 1975–1998 miejscowość położona była w województwie leszczyńskim.